# Biker Mice da Marte
Biker Mice da Marte (Biker Mice from Mars) è una serie animata creata da Rick Ungar.
Narra delle avventure di tre topi motociclisti antropomorfi provenienti da Marte e giunti sulla Terra.
Composta da 3 stagioni, la serie originale fu trasmessa negli Stati Uniti tra il 1993 e il 1996.
In Italia andò in onda su Rai Uno all'interno del contenitore Solletico nel 1994.
La proprietà della serie è passata alla Disney nel 2001, quando la Disney ha acquisito Fox Kids Worldwide, che include anche Marvel Productions. La serie non è disponibile su Disney+.

## Trama
Tre topi motociclisti antropomorfi, Sterzo (Throttle), Turbo (Vinnie) e Pistone (Modo), fuggono da una guerra scoppiata sul loro pianeta natio, Marte. Terminano il loro viaggio precipitando sulla Terra a Chicago, dove fanno la conoscenza di un'affascinante e attiva ragazza che svolge il lavoro di meccanico, Charlene "Charley" Davidson e scoprono che i plutarchiani sono sbarcati sulla Terra per impadronirsi delle sue risorse naturali.
Gli abitanti di Plutarco sono alieni umanoidi puzzolenti e simili ai pesci che, avendo esaurito le proprie risorse naturali, stanno rubando quelle di altri pianeti: essi hanno occupato anche Marte, devastandone la flora e la fauna e sterminando i topi umanoidi che lo abitavano, e sono i medesimi che hanno abbattuto la nave spaziale dei Biker Mice conducendoli sulla Terra.
Charley e i Biker Mice scoprono che il maggior imprenditore industriale di Chicago, Lawrence Limburger, è nient'altri che plutarchiano, il quale, camuffato da umano, riscuote già successo fra i cittadini, e che mirava a comprare anche il garage di Charley (si scoprirà che gli interessa perché costruito in una certa zona, scavando nel terreno della quale il Plutarchiano raserebbe facilmente la città al suolo). Limburger gode dell'aiuto di malvagi come il sadico scienziato pazzo Dr. Carbonchio e il suo aiutante Morchia, che cercano di rubare le risorse naturali della Terra per mandarle su Plutarco. Fortunatamente i loro piani vengono puntualmente sventati dai Biker Mice, che si sono stabiliti sulla Terra e che con l'aiuto di Charley cominciano a contrastare il plutarchiano, i mercenari che questo chiama per fermare i tre marziani, ed anche i teppisti locali.

## Doppiaggio
| Personaggio                       | Doppiatore originale | Doppiatore italiano   |
| --------------------------------- | -------------------- | --------------------- |
| Sterzo (Throttle)                 | Rob Paulsen          | Vittorio Battarra     |
| Turbo (Vinnie)                    | Ian Ziering          | Saverio Garbarino     |
| Pistone (Modo)                    | Dorian Harewood      | Gioacchino Maniscalco |
| Charlene "Charley" Davidson       | Leeza Miller-McGee   | Paola Del Bosco       |
| Lawrence Limburger                | W. Morgan Sheppard   | Mimmo Palmara         |
| Dottor Carbonchio (Dr. Karbunkle) | Susan Silo           | Luca Ernesto Mellina  |
| Morchia (Greasepit)               | Brad Garrett         | Toni Orlandi          |
| Fred il mutante                   | Rob Paulsen          | Nino Scardina         |
| Presidente Camembert              | Jeff Bennett         | Luca Ernesto Mellina  |

## Sequel
Nel 2006 sono stati realizzati 28 episodi di una nuova serie del cartone, le cui avventure non sono un remake ma una continuazione della storia.
Nel gennaio 2023 la Nacelle Company acquista i diritti del franchise ed annuncia una nuova serie del cartone e la produzione di nuovi giocattoli dedicati alla serie.

## Videogiochi
- Nel 1994 il cartone è stato trasposto in un videogioco per Super Nintendo chiamato Biker Mice from Mars e prodotto dalla Konami[7], che consisteva in una serie di corse motociclistiche. Nella versione europea vi sono numerosi riferimenti alle barrette Snickers, lo sponsor del gioco.
- Un secondo videogioco, pubblicato per PS2 e Nintendo DS, è stato pubblicato nel 2006 in Europa e nel 2007 in Nord America. Il titolo è sempre un racing game in single player ed è basato sul sequel del 2006